# Alan Tower Waterman
Alan Tower Waterman (4 de junio de 1892 - 30 de noviembre de 1967) fue un físico estadounidense, primer director de la Fundación Nacional para la Ciencia de los Estados Unidos.

## Semblanza
Nacido en Cornwall-on-Hudson, Nueva York, Waterman se crio en Northampton (Massachusetts). Su padre era profesor de física en el Smith College. Alan también estudió física, doctorándose en la Universidad de Princeton en 1916.
Se incorporó a la facultad de la Universidad de Cincinnati, y se casó con la licenciada por el Vassar College Mary Mallon (hermana de H. Neil Mallon) en agosto de 1917. Posteriormente pasó a ser profesor en la Universidad de Yale, y se trasladó a North Haven, Connecticut, en 1929.
Durante la Segunda Guerra Mundial, dejó Yale para ser director de operaciones de campo de la Oficina de Desarrollo e Investigaciones Científicas, instalándose con su familia en Cambridge (Massachusetts). Continuó su trabajo para el gobierno, ejerciendo como delegado en la Oficina de Investigación Naval. En 1950 fue nombrado por el Presidente Truman el primer director de la Fundación Nacional para la Ciencia (NSF). Recibió la Medalla de Bienestar Público de la Academia Nacional de Ciencias en 1960. Fue su director hasta 1963, cuando se retiró y posteriormente se le otorgó la Medalla Presidencial de la Libertad. Murió en 1967.
Alan y Mary tuvieron seis hijos: Alan Jr., físico atmosférico profesor en la Universidad de Stanford; Neil; Barbara; Anne; y Guy, escritor, escalador, y conservacionista. Otra hija, Mary, murió durante su niñez.
Poseído de una naturaleza amable, Alan Waterman era conocido por sus puntos de vista moderados y razonables. Creía en la vocación de servicio público, y además de sus talentos científicos, fue un músico competente, revelando su sentido del humor cuando andaba por los pasillos de la Fundación de Ciencia Nacional tocando la gaita. Tenía una buena voz y cantar a coro era un ritual familiar. Ávido excursionista, el doctor Waterman recorrió en canoa los ríos y lagos del norte de Maine durante sus extensos viajes veraniegos en las décadas de 1930 y 1940. Era acompañado por sus hijos y colegas, en particular por Karl Compton, entonces presidente del MIT. Waterman llegó a comentar que su licencia de guía campestre de Maine, posiblemente llegó a significar más para él que su nombramiento como director de la Fundación Nacional para la Ciencia.

## Eponimia
- El cráter lunar Waterman.[3]
- El asteroide (1822) Waterman.[4]
- El Monte Waterman en la cordillera Hughes de la Antártida.
- Desde 1975, la Fundación Nacional de Ciencias ha entregado anualmente el Premio Alan T. Waterman (nombrado en honor de Waterman) a un joven investigador prometedor.